# White Feathers
White Feathers är ett musikalbum från 1983 av den brittiska popgruppen Kajagoogoo. Det var Kajagoogoos debutalbum och det enda där sångaren och frontfiguren Limahl medverkade.

## Låtlista
1. Too Shy
2. White Feathers
3. Lies And Promises
4. Magician Man
5. Kajagoogoo
6. Ooh To Be Ah
7. Hang On Now
8. This Car Is Fast
9. Ergonomics
10. Frayo